# Baronet
Baronet (forkortes Bart eller Bt) er en arvelig britisk ridderklasse, der indstiftedes 1611 af Jakob 1. af England for enhver, der ville bidrage til Irlands undertvingelse ved at stille 30 væbnede eller betale en sum af 1095 £. Efter den oprindelige bestemmelse skulle antallet af baronetter ikke overskride 200; dette overholdtes dog lige så lidt som kravet på pengeydelsen. Baronet danner en mellemklasse mellem Peerage og Gentry. En baronet har ligesom en Knight (ridder) titlen sir, der nødvendigvis må efterfølges af fornavnet eller i det mindste forbogstavet, f.eks. sir Charles Dilke (eller sir C. Dilke), sir John Lubbock (eller sir J. Lubbock); derimod kan man ikke bruge sir alene med efternavnet; man kan således ikke sige eksempelvis sir Dilke eller sir Lubbock. En baronets frue er ligesom en lords (og en knights) frue lady, i tiltale My Lady.

## Heraldik
Baronetter får en særlig augmentation til deres våben, nemlig et lille skjold med en rød hånd i hvidt felt, afledt af Ulsters våben. De skotske baronetter "af Nova Scotia", der udnævntes fra 1625 og frem, har i stedet et badge med Nova Scotias våben omkranset af mottoet "FAX MENTIS HONESTAE GLORIA" (Æren er lyset, der leder den retskafne sjæl).